# San Agustin, Isabela
San Agustin là một đô thị hạng 4 ở tỉnh Isabela, Philippines. Theo điều tra dân số năm 2007, đô thị này có dân số 20.681 người trong 4.035 hộ.

## Các đơn vị hành chính
San Agustin được chia ra 23 barangay.
| - Bautista - Calaocan - Dabubu Grande - Dabubu Pequeño - Dappig - Laoag - Mapalad - Masaya Centro - Masaya Norte - Masaya Sur - Nemmatan - Palacian | - Panang - Quimalabasa Norte - Quimalabasa Sur - Rang-ay - Salay - San Antonio - Santo Niño - Santos - Sinaoangan Norte - Sinaoangan Sur - Virgoneza |